# Cacospongia mollior
Cacospongia mollior är en svampdjursart som beskrevs av Schmidt 1862. Cacospongia mollior ingår i släktet Cacospongia och familjen Thorectidae. Inga underarter finns listade i Catalogue of Life.